# Ökolopoly
Ökolopoly, Ein kybernetisches Umweltspiel ist ein Planspiel, entwickelt vom Kybernetiker und Umweltforscher Frederic Vester. Das Brettspiel ermöglicht spielerischen Zugang zum Umgang mit Rückwirkungen. Es simuliert die Zusammenhänge zwischen Gesellschaft, Wirtschaft und Umwelt in einem Ballungsraum; die Spieler agieren als Entscheidungsträger in Politik und Wirtschaft und versuchen das System in seinen Wechselwirkungen zu steuern.

## Überblick
Das Spielprinzip stützt sich auf die Kybernetik und das vernetzte Denken und baut u. a. auf dem Prinzip des Papiercomputers von Frederic Vester auf. Dabei haben die verschiedenen Bereiche nicht-lineare Einflüsse auf einander, so dass die Spieler mit den Besonderheiten exponentiellen Wachstums, Rückkopplungen mit zeitlicher Verzögerung, begrenzter Tragfähigkeit von Systemen, überschießenden Faktoren und Zusammenbrüchen umgehen müssen.
Vester entwarf dieses Spiel 1980 und veröffentlichte es zuerst als auszufaltende Beilage in der Zeitschrift Natur. In seiner internationalen Wanderausstellung Unsere Welt, ein vernetztes System, wurde ein großes spielbares Exponat von Ökolopoly realisiert. Auf der Münchner Internationalen Gartenbauausstellung 1983 wurde es erstmals als Brettspiel im von Vester gestalteten Infopavillon des Bayerischen Umweltministeriums angeboten. 1984 wurde Ökolopoly von Ravensburger für den allgemeinen Markt aufgelegt. Während die Zeitschriftenversion noch Markersteine auf Tabellen benutzt hatte, um die Einflussfaktoren festzuhalten, verfügte die ausgearbeitete Version als „Drehscheiben-Brettspiel“ über verstellbare Zahlenräder. Später erschien auch eine Computerspiel-Version von Ökolopoly. Diese Computerversion wurde laufend weiterentwickelt und erschien unter dem Titel ecopolicy als CD-ROM für alle Windows-Systeme.

## Spielmaterial
Das Brettspiel besteht aus einem Spielplan mit je neun verstellbaren Rädern mit den Bezeichnungen „Aktionspunkte“, „Sanierung“, „Produktion“, „Umweltbelastung“, „Aufklärung“, „Lebensqualität“, „Vermehrungsrate“, „Bevölkerung“ und „Politik“. Auf einer Seite zeigt der Spielplan das Phantasieland „Kybernetien“ und in einigen Ausgaben auf der Rückseite das Phantasieland „Kyborien“. Es gibt einen Rundenzähler, der anzeigt, wann eine Ereigniskarte gezogen werden muss. Das Spiel enthält Ereigniskarten, einen Block mit Protokollblättern, eine Spielanleitung und ein Informationsheft mit Hintergrundinformationen.

## Spielweise
Ökolopoly ist für einen oder mehrere Spieler gedacht. Mehrere Spieler müssen sich beraten und gemeinsam entscheiden. Es gibt keine Variante, bei der mehrere Spieler gegeneinander spielen können.
Die Spieler stellen die Regierung eines Landes. Entweder ist es der Industriestaat „Kybernetien“ oder das Nomadenvolk und Entwicklungsland „Kyborien“. „Kybernetien“ ist einfacher zu gewinnen als „Kyborien“.
Das Spielbrett besteht aus einer Reihe endlicher Automaten, die über Wirkungen und Regelkreise verknüpft sind. Der Spieler kann eine vorgegebene Anzahl Aktionspunkte auf die Bereiche „Produktion“, „Lebensqualität“, „Sanierung“ und „Aufklärung“ verteilen. Dazu dreht man die entsprechenden Räder um so viele Schritte, wie man an diesem Bereich Punkte verteilen möchte. Den Erfolg seiner Entscheidungen und Investitionen sieht man am Bereich „Politik“.

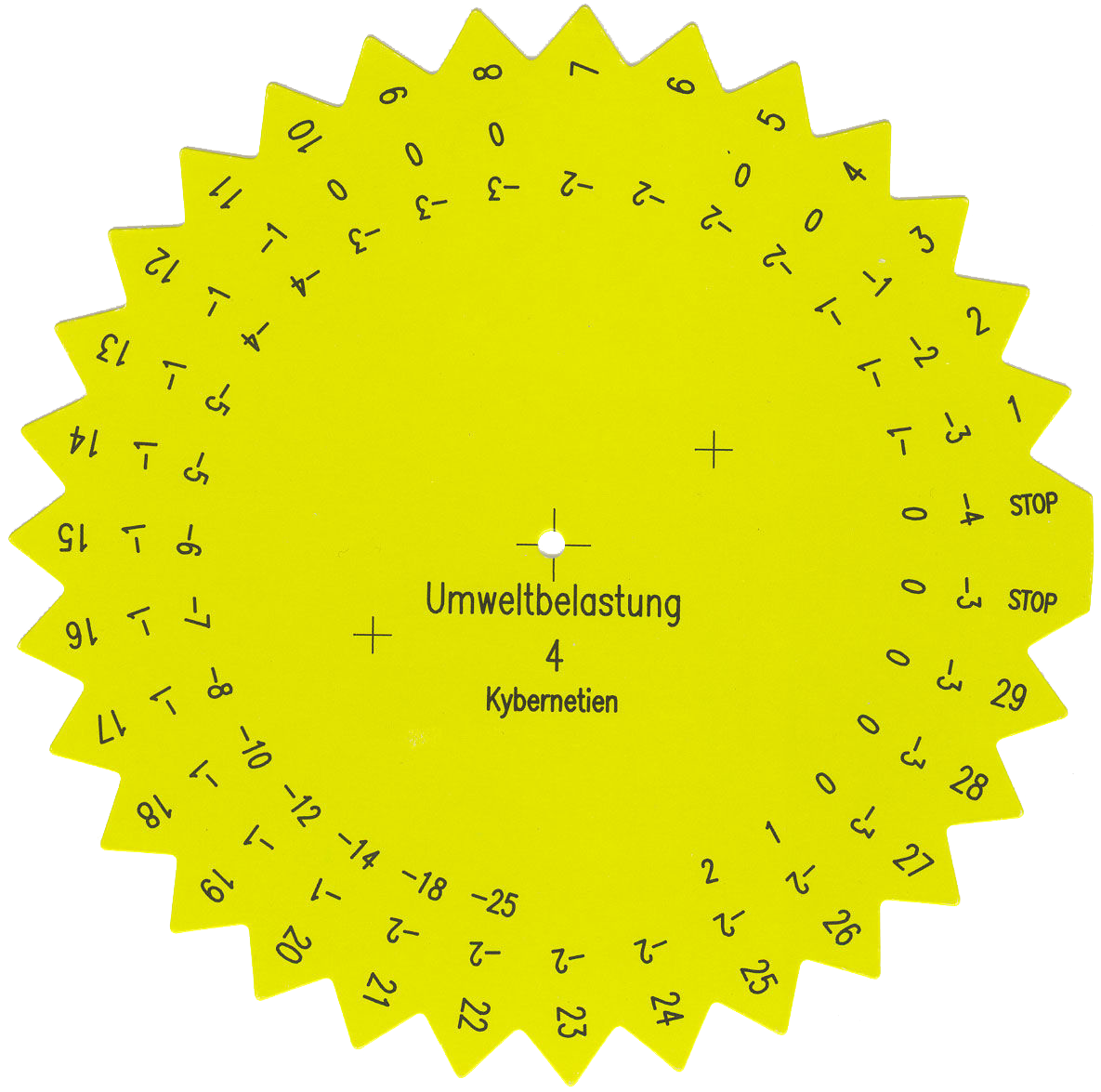
Herausgenommenes Rad

Die Lebensbereiche sind mit Pfeilen verknüpft. Dreht der Spieler nun am Rad eines Lebensbereichs, so ergibt sich in einem Feld eine Zahl samt Rechenoperator. Dieses Feld zeigt nun auf ein anderes Rad und ist direkt mit einem anderen Lebensbereich verknüpft, bei dem der Spieler so viele Schritte in die eine oder andere Richtung drehen muss, wie im Feld angegeben ist. So hat z. B. der Bereich „Produktion“ eine direkte Auswirkung auf den Bereich „Umweltbelastung“, in dem mehr Produktion eine höhere Umweltbelastung zur Folge hat. Der Lerneffekt und das kybernetische Denken wird aber erst dann gefördert, wenn der Spieler aktiv mitverfolgt, welche Wirkungen und Rückwirkungen seine Entscheidungen auf die einzelnen Lebensbereiche haben. Am Ende einer Kette füllen sich die Aktionspunkte wieder, womit der Regelkreis geschlossen wird. Je besser die Spieler das System beherrschen, desto mehr Aktionspunkte dürfen sie in der nächsten Runde verteilen und je höher ist ihre Bewertung im Bereich „Politik“.
Die einzelnen Schritte können zusätzlich auf einem beigelegten Protokollblatt aufgeführt werden, um sie später auswerten zu können.

### Wirkungen der Automaten aufeinander
Die Wirkungen bei der Variante „Kybernetien“:

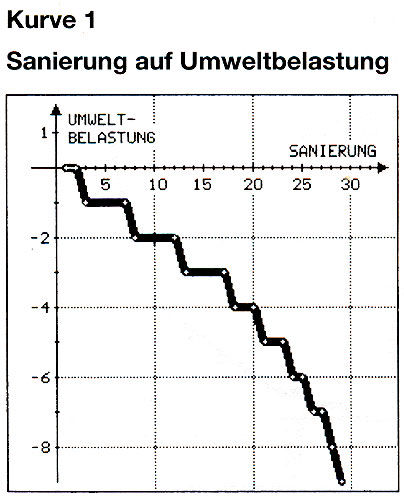
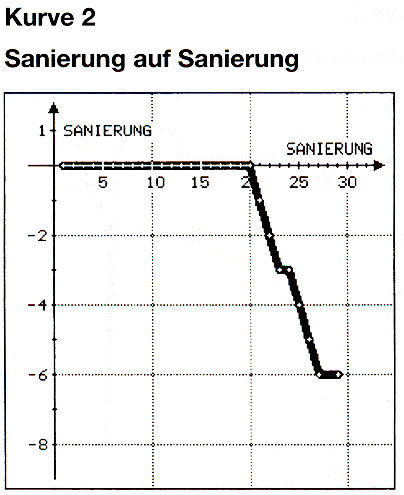
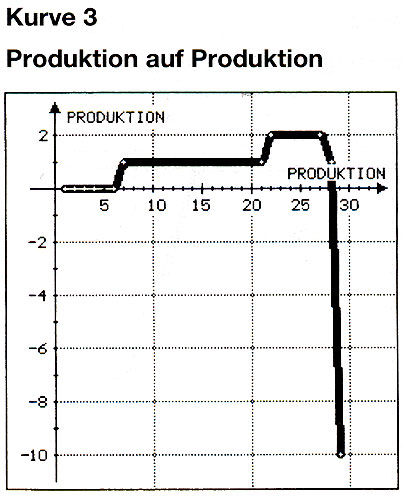
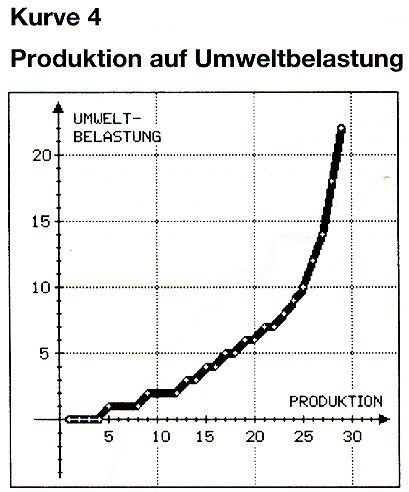

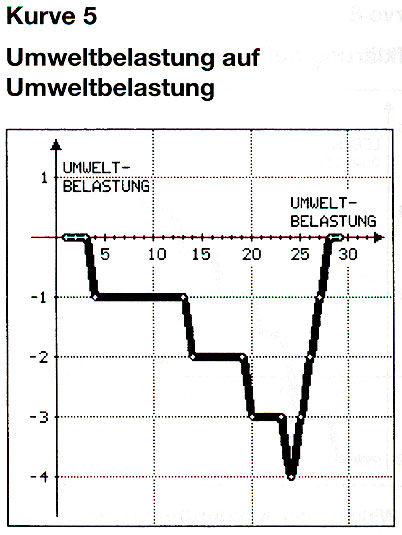
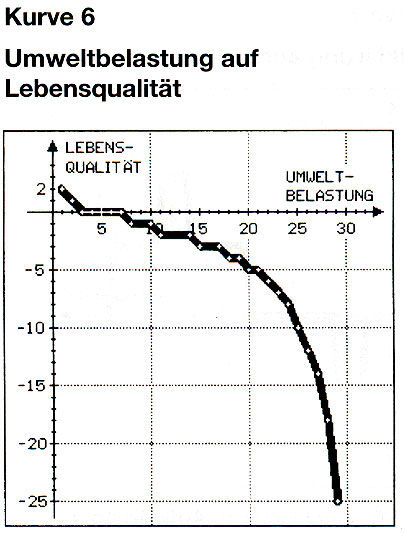
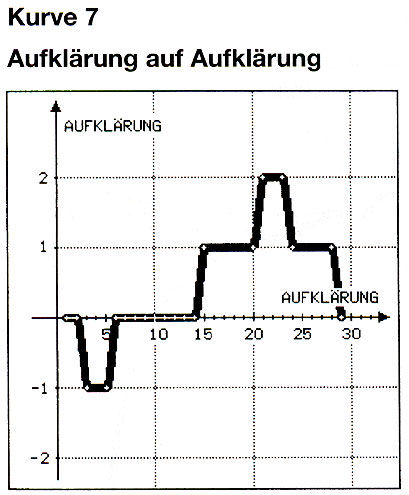
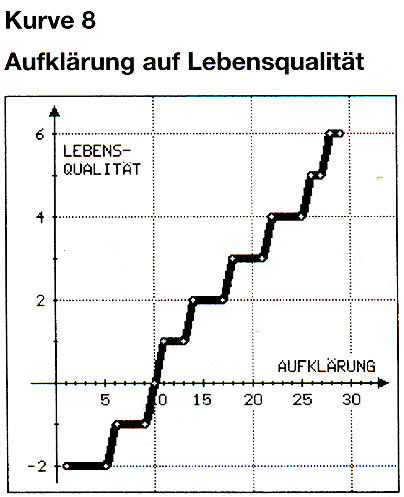

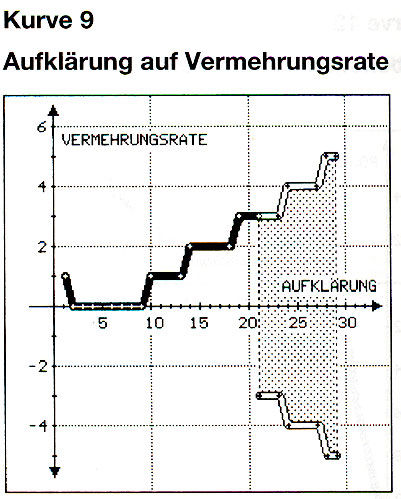
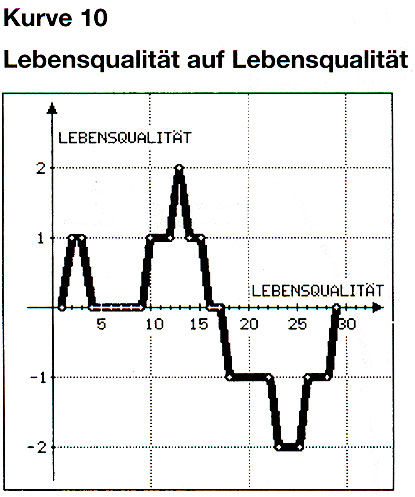
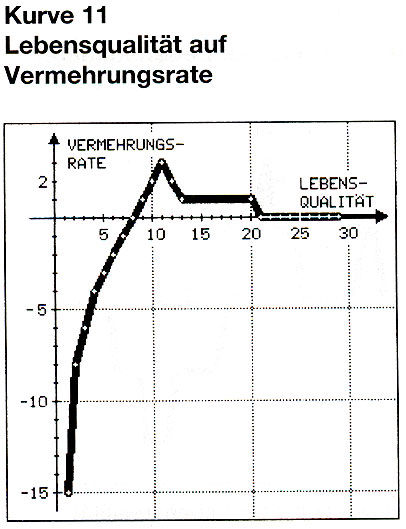
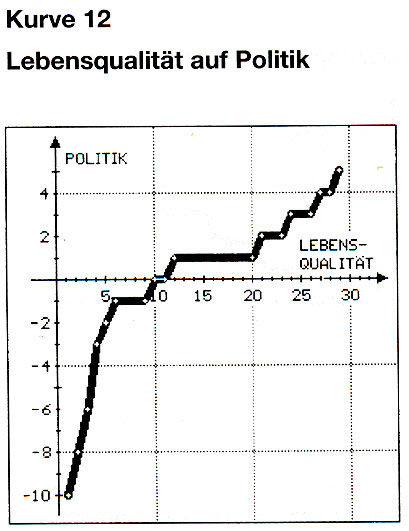

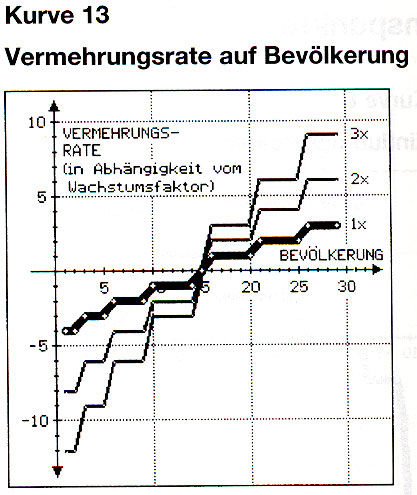
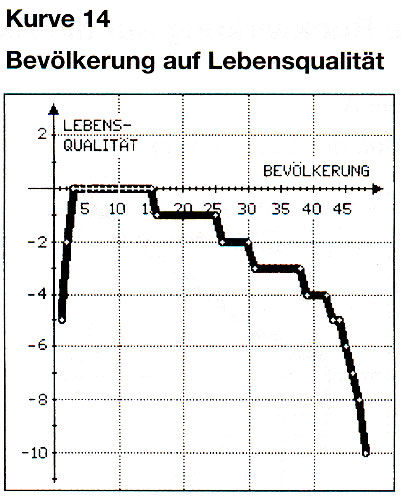

Rückwirkung der Automaten auf die verteilbaren Aktionspunkte der nächsten Runde:

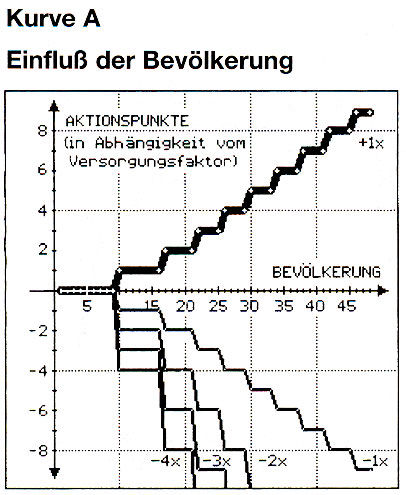
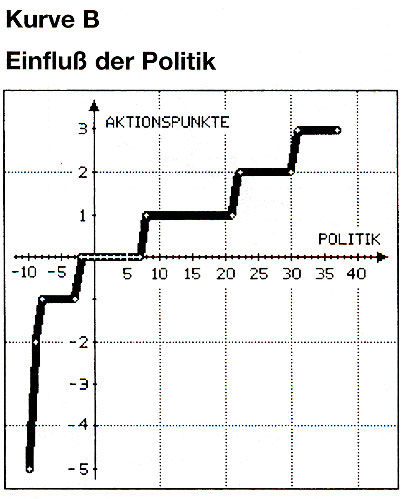
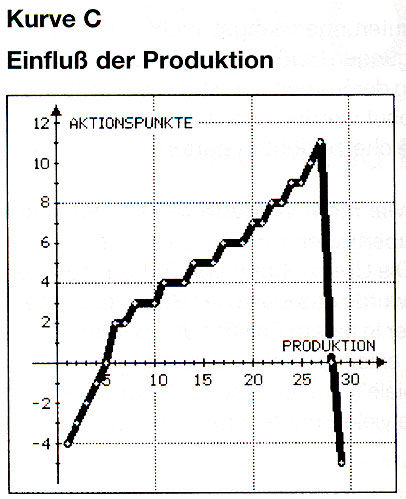
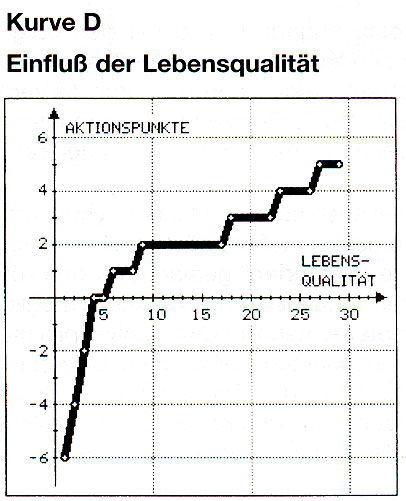

## Wettbewerbe
Wettbewerb im vernetzten Denken: Von 2009 bis 2012 wurden mit der multimedialen Computerversion des Spiels ecopolicy an deutschen Schulen so genannte Ecopolicyaden ausgetragen, in denen Teams auf verschiedenen Ebenen bis zum Bundeswettbewerb gegeneinander antraten und ihr kybernetisches Denken unter Beweis stellten. Über 175.000 Schüler und ihre Lehrer haben im Projektzeitraum an den Wettbewerben teilgenommen und das Zusammenwirken komplexer Einflüsse bei begrenzten Steuerungsmöglichkeiten erprobt. Malik Management Zentrum St. Gallen AG, das alle Rechte an den Werken Frederic Vesters übernommen hat, initiiert und fördert den internationalen Einsatz des Spiels weltweit. In Polen, Österreich, Australien und Vietnam und weiterhin in Deutschland führen Schulen und Partner in Zusammenarbeit mit Malik Management eigene Projekte durch, um den Jugendlichen über ecopolicy den Zugang zum vernetzten Denken und dem Umgang mit Komplexität zu ermöglichen. In Vietnam wurden dabei 2013 weit über 50.000 Jugendliche erreicht.

## Varianten
Als Spielvariante können beim Brettspiel ein Rundenzähler und Ereigniskarten eingesetzt werden. Dazu wird in jeder Runde an einem speziellen Rad gedreht und in einem Fenster erscheint bei einigen Runden ein Blitzsymbol. In diesem Fall muss eine Ereigniskarte gezogen werden. Die Ereigniskarten wirken von außen positiv oder negativ auf die einzelnen Bereiche. So muss z. B. wegen erhöhter Kompostierung die Umweltbelastung um zwei Schritte zurückgedreht werden. Bei „Kyborien“ hat der Rundenzähler noch ein Entwicklungsprogramm: einen Aktionspunktekredit, der in späteren Runden zurückgezahlt werden muss.
Als Extremvariante wurde in der Spielanleitung angegeben, wie die einzelnen Räder bei den „Stop“-Stellungen mit Nummern erweitert werden können. Bei diesen Stellungen zeigen die Fenster vorerst keine Nummern, diese können aber von Hand hineingeschrieben werden.